# Liplje, Borovlje
Liplje (nemško Laiplach) je naselje v Občini Borovlje v Okraju Celovec-dežela na Koroškem v Avstriji.